# Андреј Колосов
Андреј Колосов (рус. Андрей Колосов; Москва, 24. фебруар 1987) руски је уметник и муралиста.

## Биографија
Рођен је у породици медицинских радника. Као дете са шест година је учествовао на првој групној изложби под називом Млади таленти Источног округа Москве.
Године 1998. почиње да се бави уличном уметншћу.
Завршио је маркетинг на Економском институту при Московском државном универзитету, а потом уписује постдипломске студије на катедри културологије Државне академије словенске културе како би студирао уличну уметност. Похађа школу Слободни мајстори, при Московском музеју савремене уметности, а на Факултету за монументално сликарство Православног светотихоновског универзитета у Москви изучава академско цртање, сликарство, фреско-сликарство, иконописање и теорију црквене уметности. Године 2005. проглашен је за победника на фестивалу улепшавања рејона Јасењево у Москви.
Године 2015. се сели у Србију, а након тога решава да упише Православни богословски факултет у Београду који је завршио 2023. године. Од 2018. слика мурале по Србији, по наруџбини, али и добровољно и бесплатно. Највише мурала је осликао у Београду, посебно на Дорћолу и Звездари. Колосов је постао пуноправни члан уметничких удружења попут УЛУС-а (Удружење ликовних уметника Србије) и УЛУПУДС-а (Удружење ликовних уметника примењених уметности и дизајнера Србије).
Године 2020. добио је сина.